# Szasa Szokolov
Szasa Szokolov (Ottawa, 1943. november 6. –) orosz író.
Az 1970-es években vált világszerte ismertté, miután első regénye, A Bolondok Iskolája (A School for Fools) az amerikai Ardis Kiadónál (Ann Arbor, Michigan) jelent meg fordításban, majd a Four Walls Eight Windows újra kiadta. Szokolov a 20. századi orosz irodalom egyik legjelentősebb szerzője. Elismerés illeti unortodox nyelvhasználatát, ritmusokkal, hangokkal és szóasszociációkkal való játékát. A szerző maga alkotta meg munkáira a "proeziia" kifejezést – a próza és költészet között ("proetry").

## Életrajza
Szokolov kanadai állampolgár, és élete nagy részét az Egyesült Államokban és Kanadában élte le. A második világháború idején apja, Vszevolod Szokolov őrnagy katonai attaséként dolgozott a szovjet kanadai nagykövetségen. 1946-ban Szokolov őrnagyot ("Davey ügynök") kémtevékenység miatt kitoloncolták Kanadából. Miután 1946-ban visszatért a Szovjetunióba, és ott nőtt fel, Szokolov nem illeszkedett be a szovjet rendszerbe. 1965-ben elbocsátották egy katonai egyetemről, valószínűleg azért, mert megpróbált disszidálni. Ezt követően 1966-tól 1971-ig újságírást tanult a Moszkvai Állami Egyetemen. Röviddel első lánya születése után, 1973-ban az első házassága véget ért.
Szokolov többször is megpróbált elmenekülni a Szovjetunióból. Az iráni határ átlépése közben kapták el és csak apja kapcsolatai segítették abban, hogy elkerülje a hosszú bebörtönzést.
Második feleségével, az osztrák származású Johanna Steindl-lel akkor ismerkedett meg, amikor az németet tanított a moszkvai egyetemen. Első regényének szövegét ő csempészte nyugatra. Szokolov csak azután kapott engedélyt a Szovjetunió elhagyására és Ausztriába való távozására, hogy Steindl 1975-ben száraz éhségsztrájkot kezdett a bécsi Stephansdomban. 1976 végén elhagyta Bécset és az Egyesült Államokba ment, miután megjelent első regénye, a Bolondok iskolája (Школа для дураков; A School for Fools). 1977 elején Johanna Steindl megszülte Szokolov fiát, aki később újságíró lett. 1986-ban született New Yorkban egy második lánya, Maria Goldfarb, aki művész. Sokolov később többször megnősült, és most az amerikai evezős Marlene Royle házastársa.
Második regénye, a Между собакой и волком (Kutya és farkas között) méginkább az orosz nyelv sajátosságaitól függ, és hosszú évekig lefordíthatatlannak ítélték. Ezért sokkal kisebb sikert aratott, mint a Bolondok iskolája (A School for Fools), amelyet számos nyelvre lefordítottak. 2016 végén a Kutya és farkas között (Between Dog and Wolf) című könyvét Alexander Boguslawski, Szokolov régi barátja fordította angolra, és a Columbia University Press adta ki. 1985-ös Палисандрия című regényét Astrophobia címmel fordították le, és 1989-ben a Grove Press adta ki az Egyesült Államokban. Negyedik könyvének teljes kézirata állítólag elveszett, amikor leégett a görög ház, ahol írta. Sokolov, aki meglehetősen visszahúzódó életet él, azt mondja, továbbra is ír, de nem akar többet publikálni.

## Főbb művei
- Школа для дураков (1973, megjelent: 1976)
- Между собакой и волком (1980)
- Палисандрия (1985)
- In the House of the Hanged: Essays and Vers Libres, trans. Alexander Boguslawski (University of Toronto Press, 2012)

### Magyarul megjelent
- Asztrofóbia (Палисандрия) – Európa, Budapest, 1993 · ISBN 9630755726 · Fordította: M. Nagy Miklós
- Bolondok iskolája (Школа для дураков) – Napkút, Budapest, 2009 · ISBN 9789632630809 · Fordította: Haffner Rita

## Egyéb információk
- Literary Encyclopedia: Sasha Sokolov
- Szokolov oldala az irodalmi ügynökének honlapján

## Fordítás
- Ez a szócikk részben vagy egészben  a   Sasha Sokolov című angol Wikipédia-szócikk fordításán alapul.  Az eredeti cikk szerkesztőit annak laptörténete sorolja fel. Ez a jelzés csupán a megfogalmazás eredetét és a szerzői jogokat jelzi, nem szolgál a cikkben szereplő információk forrásmegjelöléseként.